# Lago del Cisne
El lago Cisne es un pequeño lago andino de origen glacial en el territorio de la provincia del Chubut, en el departamento Futaleufú, Patagonia argentina.

## Geografía
El lago está alimentado principalmente por el río Navarro. Además, pertenece a la cuenca del río Futaleufú, que desemboca en el Océano Pacífico a través del río Yelcho, ubicado en territorio chileno.
El lago es alargado de oeste a este, con más o menos 3,5 kilómetros de largo. Se encuentra dentro del parque nacional Los Alerces.
Está rodeado por todos lados por los picos nevados y glaciares de los Andes Patagónicos.
El emisario del lago es el río Cisne que fluye hacia el brazo norte del lago Menéndez distancia de sólo 800 metros.